# Victor Pițurcă
Victor Pițurcă (Orodel (Dolj), 8 de mayo de 1956) es un ex delantero y entrenador de fútbol rumano. Fue entrenador del Ittihad FC de Arabia Saudita.

## Trayectoria

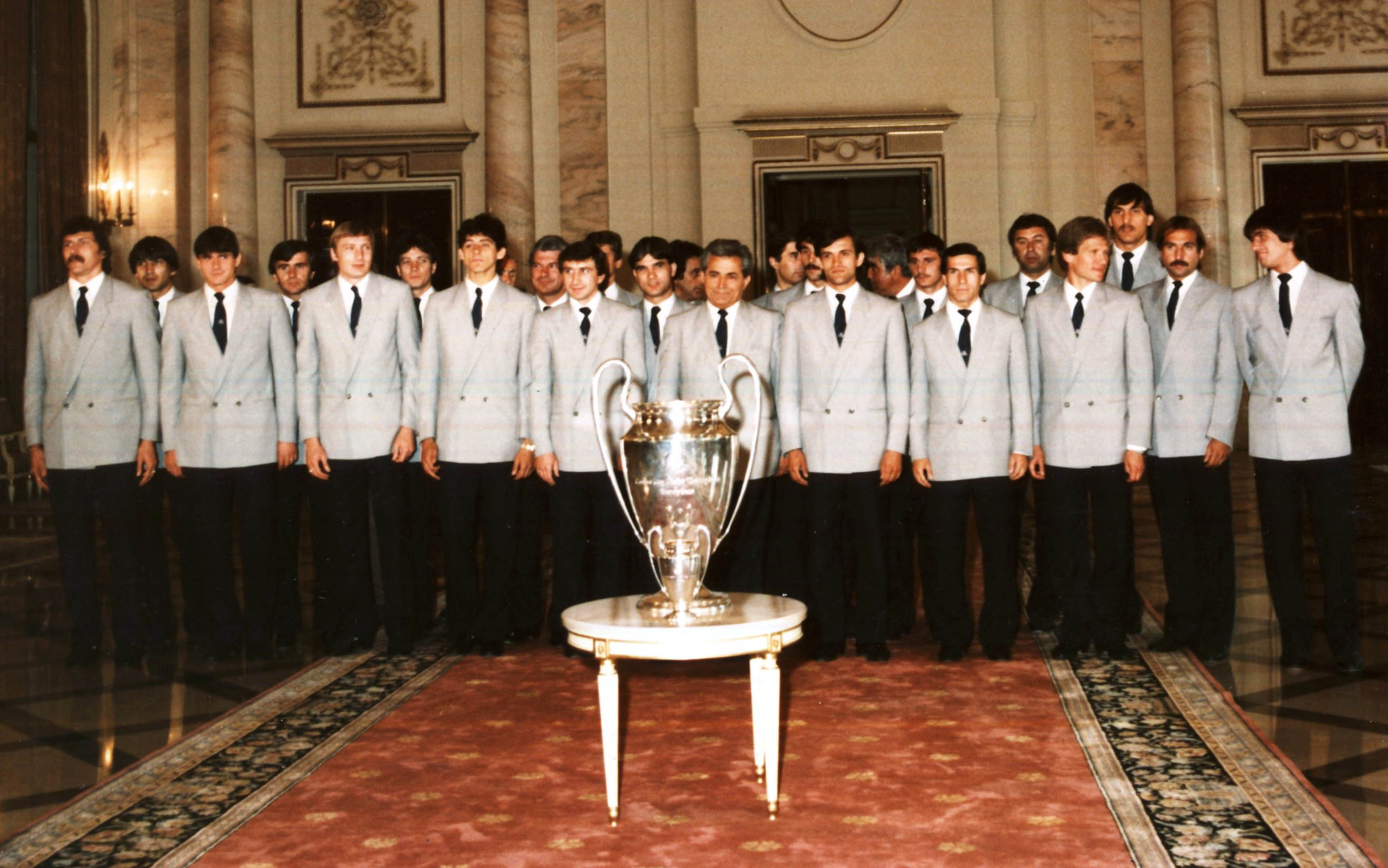
Fotbal Club FCSB, campeón de la Copa de Europa en 1986.

Pițurcă se unió al equipo juvenil del FC Universitatea Craiova en 1974, cuando tenía 17 años. Cuatro años más tarde fue cedido en préstamo al Dinamo Slatina, un equipo de la Liga II. Volvió al Craiova en 1975, realizando su debut con el equipo principal en noviembre ese año.
Debido a que su inactividad en el club, Pițurcă abandonó el club en 1977 y se unió al Pandurii Târgu Jiu y más tarde al FC Drobeta Turnu Severin, desde el que firmó con el FC Olt Scornicesti de la Liga I.
En 1983, fue contratado por el Steaua Bucarest. Con el equipo, Pițurcă ganó la Copa de Europa en 1986 y la Supercopa de Europa en 1987. Además, fue finalista de la Copa de Europa en 1989 y semifinalista en 1988. En cuanto a los torneos domésticos, Pițurcă ganó el campeonato nacional en cinco ocasiones y la Copa de Rumania en cuatro ocasiones. Fue el máximo anotador de la temporada 1987-1998 de la Liga I.

## Selección nacional
A pesar de ser un delantero prolífico, Pițurcă solo jugó 13 partidos para la selección de Rumania, anotando seis goles.

## Carrera como entrenador
Luego de jugar para el Racing Club de Lens durante la temporada 1989-1990, Pițurcă se retiró como jugador para empezar una carrera como entrenador. Su primer equipo como técnico fue el Steaua Bucarest en 1992. En 1994, dirigió al FC Universitatea Craiova y alcanzó el segundo lugar del campeonato de la temporada 1994-1995.
En 1996, fue nombrado entrenador de la selección sub-21 de Rumania, a la cual dirigió durante la Eurocopa sub-21 en 1998. Ese mismo año, fue designado como director técnico de la selección absoluta de Rumania y logró clasificar al equipo a la Eurocopa 2000. A pesar de lograr la clasificación sin ninguna derrota, Pițurcă tuvo que abandonar el cargo antes del campeonato, debido a un altercado con los jugadores Gheorghe Hagi y Gheorghe Popescu.
En diciembre de 1999, fue contratado como entrenador del Steaua Bucarest, con el cual ganó el campeonato nacional en 2001. Sin embargo, Pițurcă renunció en 2004, luego de un problema con el presidente del club, Gigi Becali.
En diciembre de 2004, fue nombrado entrenador de la selección absoluta de Rumania por segunda ocasión, dejando el cargo en abril de 2009 tras dos derrotas consecutivas en la eliminatoria europea rumbo al Mundial de 2010.

## Clubes

### Como jugador
| Club                     | País    | Año       |
| ------------------------ | ------- | --------- |
| FC Universitatea Craiova | Rumania | 1974-1977 |
| Dinamo Slatina (cedido)  | Rumania | 1974-1975 |
| FC Universitatea Craiova | Rumania | 1975-1977 |
| Pandurii Târgu-Jiu       | Rumania | 1977-1978 |
| FC Drobeta Turnu Severin | Rumania | 1978-1979 |
| FC Olt Scornicesti       | Rumania | 1979-1983 |
| Steaua Bucarest          | Rumania | 1983-1989 |
| Racing Club de Lens      | Francia | 1989-1990 |

### Como entrenador
| Club                     | País         | Año       |
| ------------------------ | ------------ | --------- |
| Steaua Bucarest          | Rumania      | 1992      |
| FC Universitatea Craiova | Rumania      | 1994-1995 |
| Selección sub-21         | Rumania      | 1996-1998 |
| Selección absoluta       | Rumania      | 1998-1999 |
| Steaua Bucarest          | Rumania      | 2000-2002 |
| Steaua Bucarest          | Rumania      | 2002-2004 |
| Selección absoluta       | Rumania      | 2004-2009 |
| Steaua Bucarest          | Rumania      | 2010      |
| FC Universitatea Craiova | Rumania      | 2010      |
| Selección nacional       | Rumania      | 2011-2014 |
| Ittihad FC               | Arabia Saudí | 2014-2015 |

## Palmarés

### Campeonatos nacionales
| Título          | Club                  | País    | Año  |
| --------------- | --------------------- | ------- | ---- |
| Copa de Rumania | Universitatea Craiova | Rumania | 1977 |
| Liga I          | Steaua Bucarest       | Rumania | 1985 |
| Copa de Rumania | Steaua Bucarest       | Rumania | 1985 |
| Liga I          | Steaua Bucarest       | Rumania | 1986 |
| Liga I          | Steaua Bucarest       | Rumania | 1987 |
| Copa de Rumania | Steaua Bucarest       | Rumania | 1987 |
| Liga I          | Steaua Bucarest       | Rumania | 1988 |
| Copa de Rumania | Steaua Bucarest       | Rumania | 1988 |
| Liga I          | Steaua Bucarest       | Rumania | 1989 |
| Copa de Rumania | Steaua Bucarest       | Rumania | 1989 |

### Copas internacionales
| Título              | Club            | Sede    | Año     |
| ------------------- | --------------- | ------- | ------- |
| Copa de Europa      | Steaua Bucarest | Sevilla | 1985-86 |
| Supercopa de Europa | Steaua Bucarest | Mónaco  | 1986    |

### Entrenador
| Título               | Club            | País    | Año  |
| -------------------- | --------------- | ------- | ---- |
| Copa de Rumania      | Steaua Bucarest | Rumania | 1992 |
| Liga I               | Steaua Bucarest | Rumania | 2001 |
| Supercopa de Rumanía | Steaua Bucarest | Rumania | 2001 |

### Distinciones individuales
| Distinción                                       | Año  |
| ------------------------------------------------ | ---- |
| Máximo goleador de la Liga de Rumania (34 goles) | 1988 |
| Bota de Bronce                                   | 1988 |
| Entrenador Rumano del Año                        | 2007 |